# Puruahua
Puruahua är en ort i kommunen Temascalcingo i delstaten Mexiko i Mexiko. Samhället hade 465 invånare vid folkräkningen 2020.